# Wallanlage Rauher Kulm
Die Wallanlage auf dem Rauhen Kulm ist eine Befestigungsanlage am Fuße des Rauhen Kulms.

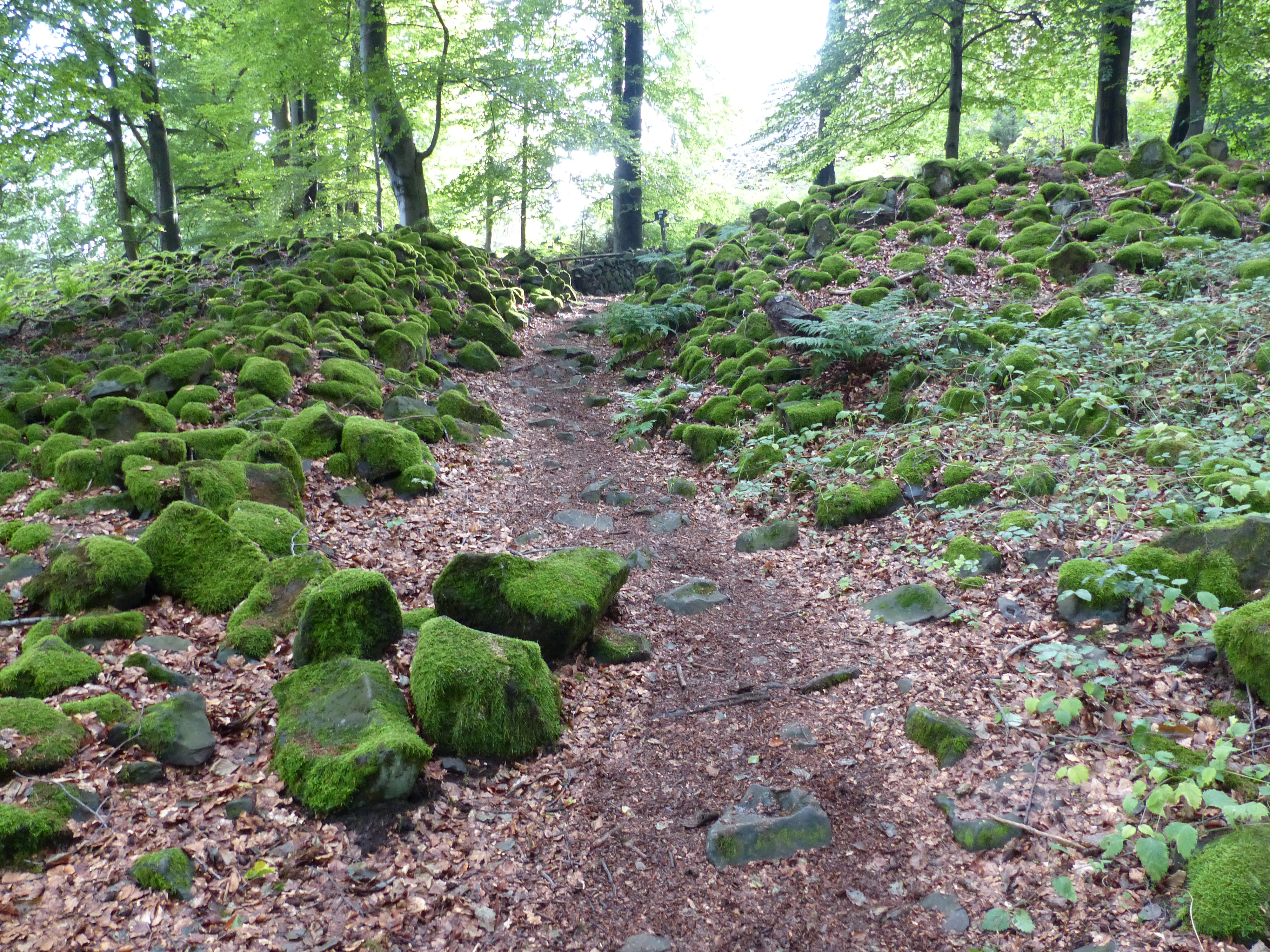
Torbereich der Wallanlage

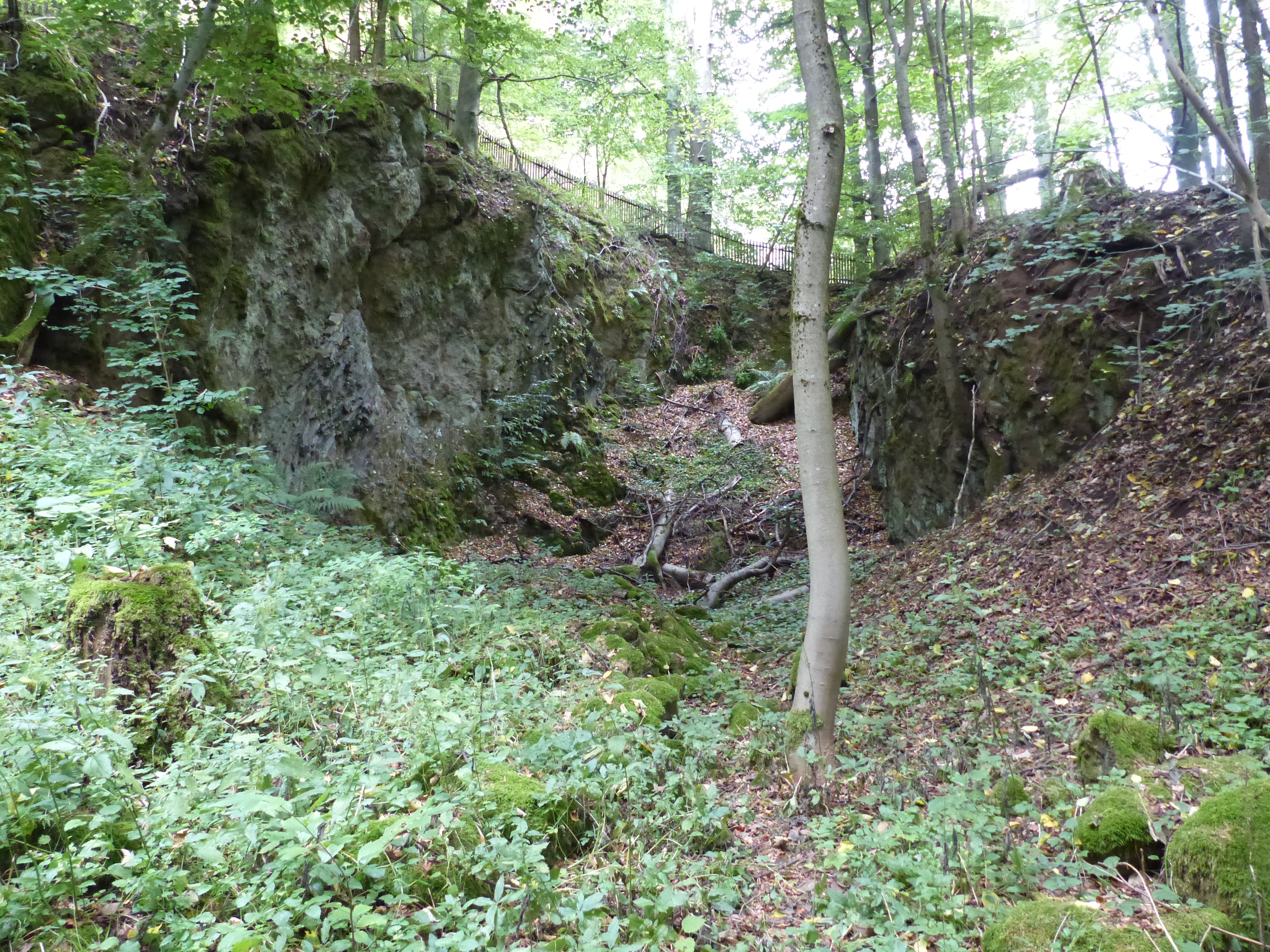
Durch Steinbruch gestörter Bereich

Der Rauhe Kulm als Basaltberg in der sonst ebenen Umgebung wurde bereits in vorgeschichtlicher Zeit von Menschen besucht. Die Wallanlage aus Basaltblöcken zieht sich rings um den Fuß des Berges. Funde verweisen auf die Bronzezeit, die Kelten, die Zeit der Karolinger bzw. der slawischen Siedlungskammern. In der Zeit der Ungarneinfälle fanden Kampfhandlungen statt.
Auch wenn der Wall durch spätere Eingriffe, darunter die Anlage eines englischen Gartens über den gesamten Berg oder der Abbau des Basaltes in Steinbrüchen, gestört ist, lässt sich der Verlauf anhand der Basaltbrocken erkennen. Es gibt einen unteren Hauptwall mit mindestens zwei Torbereichen und auf mittlerer Höhe einen weiteren befestigten Bereich. Die Höhenburg wird allerdings als weitgehend spätmittelalterlich eingestuft. Es sind außerdem mehrere Hügelgräber bekannt. Es wird angenommen, dass sich die Siedlung innerhalb des Schutzwalles befand, so dass es sich nicht um eine bloße Fliehburg handelte. Die überwiegend steinernen Überreste waren u. a. durch Holzkonstruktionen verstärkt. Es gibt Hinweise auf Pfostenschlitzmauern, zwingerförmige Mauerverläufe und zusätzlich abgesicherte Torbereiche.
Der Kartograph Johann Christoph Stierlein fertigte eine Zeichnung des Rauhen Kulms und erfasste sowohl die Wallanlage als auch die Höhenburg.
Erforscht wurde die Wallanlage zu Beginn des 20. Jahrhunderts von Adalbert Neischl im Auftrag der Naturhistorischen Gesellschaft Nürnberg und Hugo Obermaier, der Neischls Werk abschloss. Seit über zehn Jahren führt Hans Losert Ausgrabungen durch und sorgt für die wissenschaftliche Aufarbeitung.